# Эсгева
Эсгева (исп. Río Esgueva) — река в Испании.
Длина — 116 км, площадь бассейна — 1016 км². Истоки реки находятся в Иберийских горах в массиве Сьерра-де-ла-Деманда на территории провинции Бургос, далее река протекает по автономному сообществу Кастилия-Леон, впадая в Вальядолиде в реку Писуэрга, приток Дуэро.
За исключением горной местности в верховьях, долина реки — центр выращивания зерновых, виноградарства и животноводства. На территории муниципалитета Энсинас-де-Эсгева на реке имеется водохранилище.